# Karol Tausig
Karol Tausig, także Carl Tausig (ur. 4 listopada 1841 w Warszawie, zm. 17 lipca 1871 w Lipsku) – polski pianista wirtuoz, kompozytor i pedagog pochodzenia czeskiego.

## Życiorys
Pierwszym nauczycielem gry na fortepianie był jego ojciec Aloys T. Tausig (1820–1885). Od 1855 roku Tausig pobierał nauki u Ferenca Liszta w Weimarze. W roku 1859 zadebiutował w Berlinie, z towarzyszeniem orkiestry pod batutą Hansa von Bülowa. W latach 1866–1870 Tausig dawał w Wiedniu kursy mistrzowskie.
W swoim czasie był niezmiernie popularny za sprawą mistrzowskiej techniki pianistycznej. Jego repertuar obejmował muzykę od barokowej (m.in. Domenico Scarlatti), do twórców jemu współczesnych (np. F. Liszt).

## Twórczość
Karol Tausig napisał kilkanaście utworów fortepianowych, w tym transkrypcje koncertowe utworów Johanna Straussa (Nouvelles soirées de Vienne – Valses caprices d'après Strauss) czy Stanisława Moniuszki (Réminiscences de Halka).